# Avenida Tiradentes
La Avenida Tiradentes es una de las principales arterias viales de la ciudad de São Paulo, Brasil. Se inicia en la Estación de Luz y termina en la Marginal Tieté siguiendo el trazo de la Avenida Prestes Maia. Forma parte del Corredor Norte-Sul de la ciudad junto con las avenidas 23 de Mayo, Prestes Maia y Santos Dumont y une la zona central de la ciudad con la zona noreste.  La avenida, de 1,800 metros de extensión recorridos en el distrito de Bom Retiro, fue nombrada en honor de Joaquim José da Silva Xavier. En su recorrido se encuentran importantes construcciones de la ciudad como la Pinacoteca del Estado, el Parque da Luz, etc.
La avenida fue inaugurada en 1916 por el primer alcalde de la ciudad Antonio da Silva Prado. Hasta entonces era conocida como la Estrada Real de Guarepe que era el nombre de un pequeño río que corría por esa zona.